# Оводы
О́воды, или овода́ (лат. Oestridae), — семейство паразитических двукрылых из инфраотряда круглошовных мух. Личинки оводов паразитируют на млекопитающих. Могут встречаться у человека, вызывая миазы. У взрослых особей ротовые органы редуцированы, они не питаются (афаги). Всего известно 176 видов в 30 родах.
Оводы относятся к синантропным мухам, экологически связанным с поселениями человека. Специфическим паразитом человека является только один вид — человеческий кожный овод Dermatobia hominis (Linnaeus Jr, 1781), обитающий в Центральной Америке.

## Внешнее строение

### Имаго
Размер тела мух от 9 до 25 мм. Некоторые виды имеют сходство с пчёлами и шмелями. Голова широкая, уплощенная. Глаза у большинства видов голые. Лобная полоса между глазами у самок широкая, у самцов сильно сужена, поскольку глаза сближены. Усики короткие, погружены в антеннальные ямки. Ариста (щетинка на третьем членике усиков) тонкая и обычно без волосков или перисто-опушенная у Cuterebra. Лицо (под усиками) плоское широкое. Хоботок отсутствует или сильно редуцирован. Грудь покрыта короткими или длинными стоячими или прилегающими волосками. Под щитком располагается узкая поперечная полоса — подщиток. Ноги короткие, толстые, покрыты волосками или короткими щетинками. Медиальная жилка на крыле прямая (Gasterophilus) или изогнутая (Cephenomyia), соединяется либо с костальной жилкой, либо впадает в последнюю радиальную. Брюшко шаровидное или коническое.

### Личинки

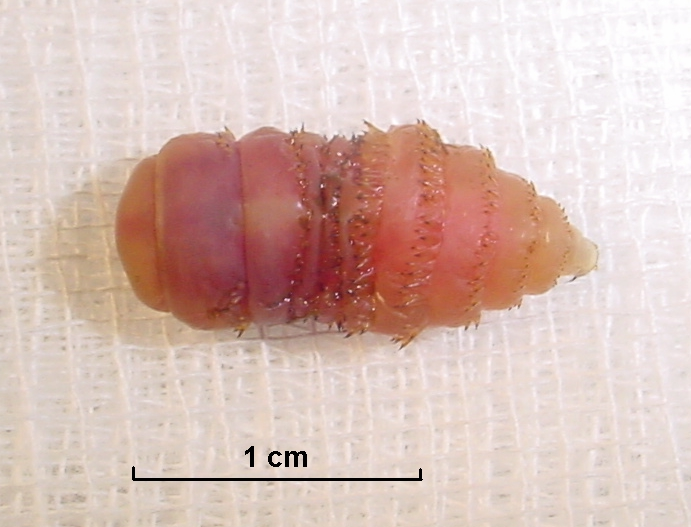
Стадия личинки вида Gasterophilus intestinalis

Тело личинок состоит из 12 или 13 сегментов: псевдоцефала, трех грудных и 8—9 брюшных. Личинки линяют два раза и таким образом имеют три стадии. Окраска личинок беловатая. На брюшной стороне грудных сегментов находятся органы Кейлина, которые состоят из двух групп по три щетинки каждая и выполняющие сенсорную функцию. 

### Яйца
Подсемейство носоглоточных оводов характеризуется яйцеживорождением (личинки вылупляются и развиваются в матке самки), тогда как американские, желудочные и подкожные оводы — яйцекладущие. Окраска яиц обычно белая или золотисто-коричневая, редко чёрная. Форма яиц может быть от неправильно цилиндрической до продолговато-овальной. У яиц желудочных и американских оводов развита крышечка, предназначенная для выхода личинки. У подкожных и желудочных оводов яйца могут быть снабжены специальным придатком, с помощью которого они прикрепляются к хозяину; в редких случаях такого придатка может не быть (Portschinskia). На поверхности яиц Cuterebra имеется сложная сеть из отверстий и ямок, у желудочных оводов эта сеть менее выражена.

## Классификация

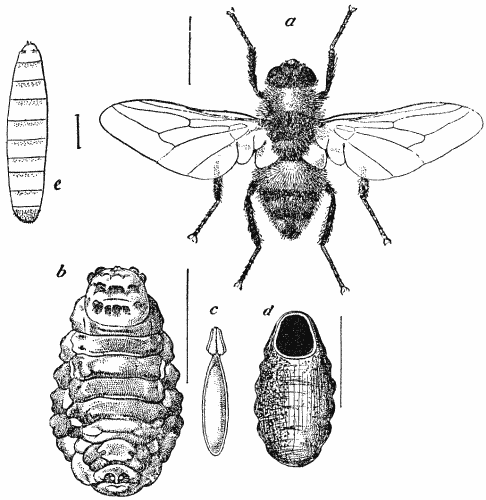
Овод бычий подкожный (Hypoderma bovis)

Семейство разделяется на четыре подсемейства:
- Американские подкожные оводы (Cuterebrinae Brauer, 1887). Подкожные паразиты преимущественно грызунов и зайцеобразных, распространённые в Неарктике и Неатропике. На людей нападает человеческий кожный овод Dermatobia hominis (Linnaeus Jr, 1781), обитающий в Центральной Америке[10]. Имаго не питаются. Самка овода прикрепляет яйца на тело комаров и мух. Когда эти двукрылые нападают на своих жертв, из яиц овода вылупляются личинки и сразу внедряются в кожу хозяина[2].
- Желудочные оводы (Gasterophilinae Girschner, 1896). Типичный представитель — желудочный овод лошадиный (Gasterophilus intestinalis de Geer). Массовый паразит лошадей и ослов. Распространён повсеместно. Самка откладывает яйца на волосяной покров головы и конечностей хозяина, а также на его кормовые растения. Вылупившиеся личинки активно или с пищей проникают в пищеварительный тракт. Здесь они созревают и выходят наружу вместе с испражнениями. Личинки при активном продвижении внедряются в кожу и проделывают в ней ходы, нарушая целостность кожного покрова и вызывая сильный зуд. Паразитирование личинок оводов в желудке вызывает катары[11][12][13].
- Подкожные оводы (Hypodermatinae Rondani, 1856). Наиболее известный и многочисленный вид — подкожный овод бычий (Hypoderma bovis Linnaeus). Распространён повсеместно, кроме Крайнего Севера. Паразит крупного рогатого скота. Самка прикрепляет яйца поодиночке к волосам на теле хозяина. Вылупившиеся личинки внедряются через кожу в организм животного и мигрируют в тканях, вызывая миазы. Перед линькой во II стадию они выходят под кожу спины хозяина, образуя желваки с отверстиями (свищами). Через свищи поступает воздух к дыхальцам личинок и осуществляется их выход наружу. Описаны случаи проникновения личинок подкожного овода в мозг человека с летальным исходом[11][12][13].
- Носоглоточные оводы (Oestrinae Leach, 1815). Наибольшее значение имеют полостной овечий овод (Oestrus ovis Linnaeus) и русский овод (Rhinoestrus purpureus Brauer). Первый вид паразитирует на домашних овцах и козах, а второй — на лошадях и ослах. Полостные оводы — живородящие насекомые. Самки рождают личинок, которых на лету выбрызгивают в ноздри и глаза животных или человека. Личинки паразитируют на веке, слизистой оболочке глаза и носа, внутри глазного яблока. При проникновении внутрь головы личинки локализуются в носовых и лобных пазухах, решетчатой кости, в глотке. Полостные оводы являются эндопаразитами и вызывают полостные миазы[11][12][13].

## Палеонтология
Наиболее древние ископаемые остатки оводов вида Dermatobia hydropica Scudder, 1877 найдены в штате Колорадо (США) в отложениях эоцена возрастом 50,3 миллиона лет

## Народные названия
В народе овод имел название «строка́». В северных губерниях оводов называли «паута́ми», хотя В. Даль, донёсший до нас эти сведения в своём «Словаре», отмечал, что их ошибочно путают с паутами и слепнями.